# Canonici regolari della Congregazione svizzera di San Maurizio di Agauno

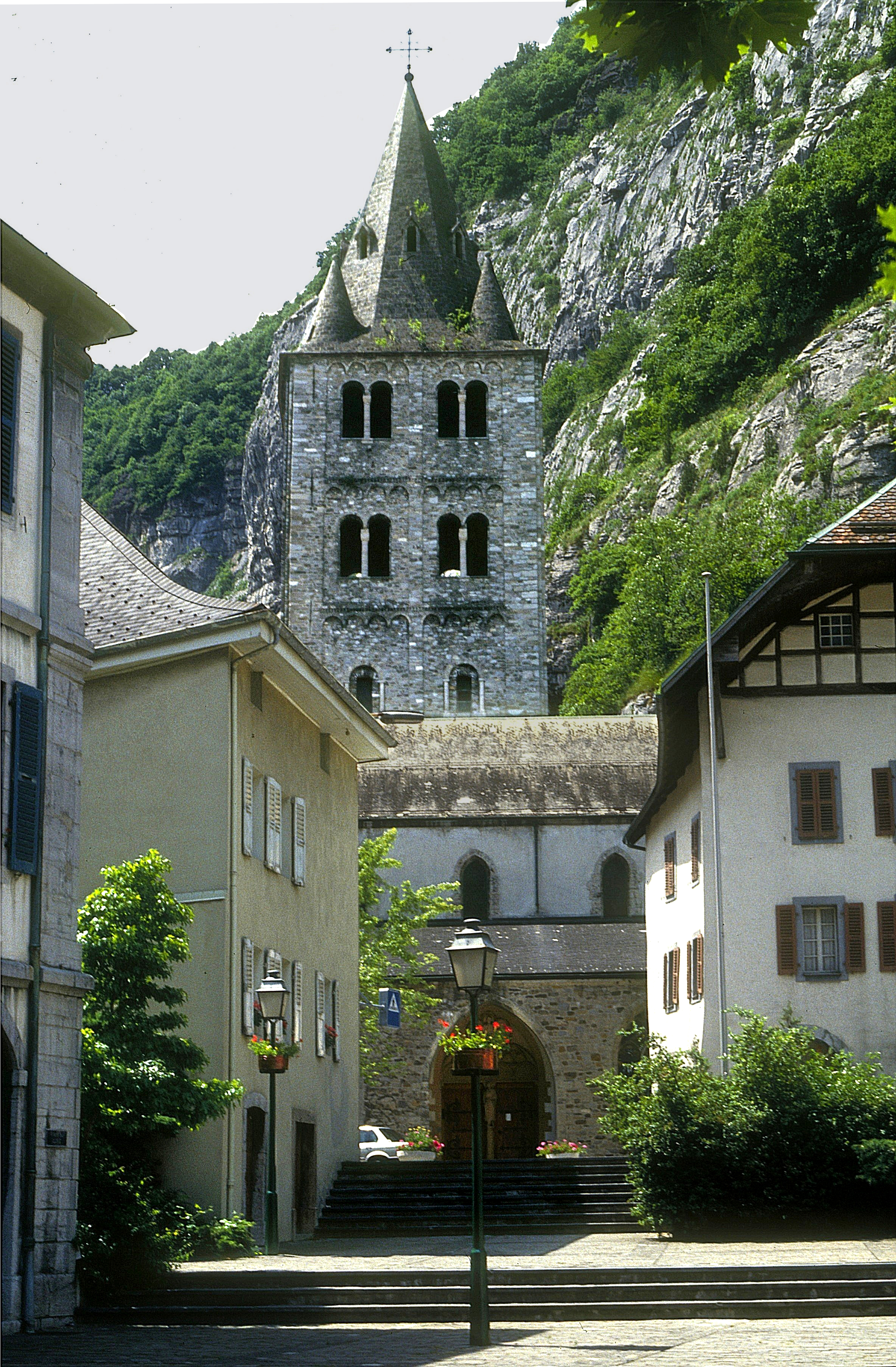
Saint-Maurice, abbazia madre della congregazione

I canonici regolari della Congregazione svizzera di San Maurizio di Agauno (in latino Congregatio Helvetica a Sancto Mauritio Agaunensis) costituiscono un istituto di vita consacrata della Chiesa cattolica. I canonici regolari di questa comunità seguono la regola di sant'Agostino e pospongono al loro nome la sigla C.R.A.

## Storia
L'abbazia di San Maurizio venne fondata ad Agaunum nel 515 da san Sigismondo, re dei Burgundi, su quello che la tradizione indicava come luogo del martirio di san Maurizio e dei suoi compagni della Legione Tebea.
Nel 1128 i monaci dell'abbazia vennero sostituiti da una comunità di canonici regolari sottoposta alla regola agostiniana: all'abate della congregazione spetta tradizionalmente la carica di vescovo titolare di Betlemme.
Dal 1959 la congregazione fa parte dei canonici regolari di Sant'Agostino confederati.
Al 31 dicembre 2021, la congregazione contava 29 membri, 23 dei quali sacerdoti.